# Symploke
Een symploke (ook: complexio of complexie) is een stijlfiguur die zich voordoet wanneer een epifoor en een anafoor gelijktijdig optreden.
De woorden aan het begin én aan het einde van de zinsdelen komen overeen.
- Iedereen wil het spel zien,
iedereen wil de bal zien,
iedereen wil een overwinning zien.
- de weg met de zachte wind
de weg met de harde wind
- Lucebert

De symploke wordt ook wel gezien als een combinatie van een anafoor en een epifoor.